# Global Trade Watch
Pour les articles homonymes, voir GTW.
Global Trade Watch (GTW) est une organisation altermondialiste fondée en 1995 par Lori Wallach  en tant que division de la société de défense des consommateurs, Public Citizen, qui surveille l'Organisation Mondiale du Commerce (OMC) et d'autres accords commerciaux tels que l'Accord de libre-échange nord-américain (ALÉNA) et de l'Accord de libre-échange d'Amérique centrale (ALÉAC), ainsi que les négociations en cours sur les accords de commerce tels que le Accord de partenariat transpacifique (TPP) et le Partenariat transatlantique de commerce et d'investissement (TAFTA / PTCI). Comme Public Citizen en général, GTW plaide pour un plus grand rôle dans l'élaboration des politiques internationales, fédérales, d'état et locales, et pour une d'autre constructions  politiques et institutionnelles que celles qui régissent le modèle actuel de la mondialisation.
Global Trade Watch occupe un poste au conseil exécutif sur les Citizens Trade Campaign et appartient à Our World Is Not For Sale.

## Fondatrice
Lori Wallach, VTM, la directrice et fondatrice a été décrite par le Journal de Wall Street comme "Ralph Nader avec un sens de l'humour", comme "la guerriero du débat sur le commerce " par le National Journal, la "Madame Defarge de Seattle" par l'Institute for International Economics, et comme "un joueur clé dans les débats de Washington sur la politique commerciale" par La Nation. Wallach est diplômée de l'Université de Harvard et a auparavant travaillée pour le Public Citizen en tant que lobbyiste pour l'amélioration de la sécurité alimentaire.